# Csévi-barlang
A Csévi-barlang a Duna–Ipoly Nemzeti Park területén lévő Pilis hegységben található. Magyarország megkülönböztetetten védett barlangjai között van. Turista útikalauzokban is ismertetve van. Lehet, hogy régészeti leletek kerültek elő a barlangból.

## Leírás
Piliscsév szélén, a település központjától mintegy 1,5 kilométerre keletre, egy nyugatra néző és sziklás hegyoldalban van a barlang főbejárata. Piliscsévről a legegyszerűbb megközelíteni. A településről jelzett turistaúton lehet eljutni az Eszperantó-forráshoz. Innen a főbejáratához kijárt ösvény vezet, amelynek utolsó 50 métere erdős, sziklás hegyoldalban vezet. A lejtőn haladva először a barlangban végzett ásatás meddőhányója tűnik fel, a továbbiakban ezt érdemes célba venni. A főbejárat a barlang legalsó és legnagyobb bejárata. Turistatérképek is jelzik a barlang helyét.
A barlangtúrát a főbejáraton belépve érdemes elkezdeni. Pár méter befelé haladás után szemben látszik egy kis fülke bejárata a falban, de a nagy járat jobbra kanyarodik. Néhány méter után sokfelé ágazik az út. Jobbra felfelé egy kürtőn át a felszínre lehet jutni. Balra egy omladékos rész, mellette balra egy könnyen járható rövid folyosó vezet felfelé a következő teremig. A teremhez érve szemben látható egy szűk kis lyuk, amelybe érdemes bekúszni. Kb. 3 m után egy kis terem következik, amely gömbfülkékkel van tagolva. A terem alja a barlang főbejárata felé ferdén emelkedik. A sziklafelszínen barna guanómaradványok vannak, amelyek az itt élő denevérekre és az oldásformák kialakulási módjára utalnak.
Visszatérve a terembe felfelé kell menni a lejtőn. Jobbra hatalmas omladékkövek között lehetne visszamenni az első kürtő alá, felfelé hasonló kürtő vezet a felszínre. Ebben a kürtőben gyakran előfordulnak denevérek, va,n amikor 10–15 is repked egyszerre. Balra egy rövid lejtőt követően egy 2 m-es ásott akna helyezkedik el. A barlangban itt vannak csak képződmények. Ezek 5–10 cm vastag kristályos kalcitkéreg tetején kissé visszaoldott, fenn nőtt kristályok. Az aknában le, majd felfelé tovább mászva egy kis folyosóba lehet érni. Balra egy kürtő, egy szűkület után jobbra guggolós terem figyelhetők meg. A nagy járatba visszatérve és egy sziklatömb szélénél felmászva jobbra fordul a járat. Innen már látható a kettős kijárat, amelyen keresztül a felszínre lehet jutni. A kijárattól felfelé haladva a Csévi-szirtekre lehet menni, ahonnan szép kilátás van a Dorogi-medence felé.
Felső triász dachsteini mészkőben jött létre a barlang. Barlangjáró alapfelszereléssel, akár egy zseblámpával is, engedély nélkül megtekinthető. Kiskorú gyermekek számára is bejárható, ezért a barlang kezdő, szoktató túrához is alkalmas. Érdemes sisakot viselni, hogy el legyenek kerülve a kisebb balesetek. A barlangtól D-re van egy sziklakaréj, ahol néhány kis üreg figyelhető meg.
1930-ban volt először Csévi-barlangnak nevezve a barlang az irodalmában. Előfordul a barlang az irodalmában Csévi-átjáró (Kordos 1984), Csévi átjáró (Kadić 1952), Csévi átjáró barlang (Horváth, H. Kelemen, Torma 1979), Csévi barlang (Kadić 1920), Csévibarlang (Ferencz 1953) és Csévi lyuk (Szeghalmy 1937) neveken is.

## Kutatástörténet
A Magyar Királyi Földtani Intézet 1871. évi évkönyvében az van írva, hogy a Csévnél lévő Hruba Skala meredek Ny-i oldalában barlang van.
Az 1908-ban kiadott, Esztergom vármegyét ismertető könyv szerint Esztergom vármegyében barlanglakók nyomait nem találták meg, mert nincsenek olyan barlangok, melyekben arra utaló nyomok lennének, hogy bennük régen ősemberek laktak. Erre a vidékre már fejlettebb igényekkel jöttek az első letelepedők, akik állatcsontokból, szarvasagancsból készített szerszámaik mellett már kőszerszámokat is használtak. Ezért nem voltak rászorulva arra, hogy barlangokban, vagy földbe vájt üregekben lakjanak, hanem készíthettek sátrakat, valamint kunyhókat. Azokat a barlangokat, vagy földbe vájt üregeket, amelyekből erdőkben, vagy félreeső, nehezen hozzáférhető vidékeken most is sok van és emberi kultúra nyomai vannak bennük, nem lehettek ősemberek lakhelyei. Azok főleg a tatárjárás és törökpusztítás idejéből való búvólyukak voltak, mert nem vezethetők vissza az ősidőkre az azokban talált tárgyak.
Az 1920-ban kiadott, Budapest Duna-jobbparti környéke című könyvben szó van arról, hogy a Csévi-nyeregből sziklaletörések fölé jutva, majd a sziklák között leereszkedve megtalálható a Csévi barlang, amelynek nagy bejárata van. Előcsarnokból és jól járható, hegytetőre kivezető tág ágból áll a barlang. A csarnok bal oldala fülkeszerűre alakult ki. A barlang alján beomlott zsomboly, jobb oldalán pedig tetőre nyíló kürtő alakult ki. Eredménytelenek voltak a barlang próbaásatásai. Szép kilátás nyílik Csévre a barlang feletti sziklákról. Ha a látogató el akarja hagyni a barlangot, akkor a barlangtól D-re leereszkedni bozótban és törmeléken lehet. Az 1920. évi Barlangkutatásban kiadott könyvismertetésben, amely a Budapest Duna-jobbparti környéke című könyvről szól, meg van említve, hogy a könyvben le van írva a Csévi barlang.

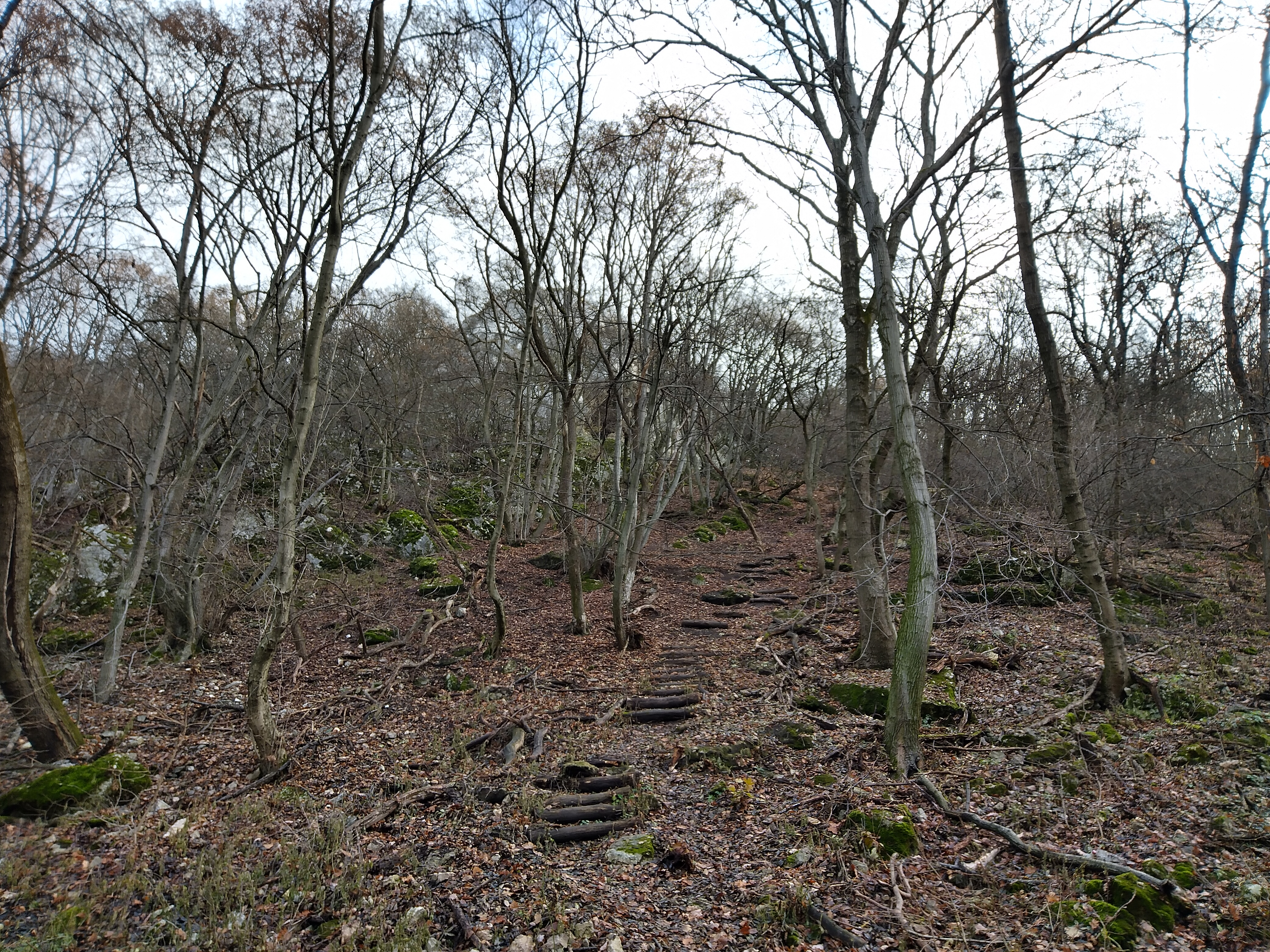
A Csévi-barlanghoz vezető lépcsősor

1921-ben a Budapesti Egyetemi Turista Egyesület tagjai sok pilisvidéki barlang térképezését kezdték el, pl. elkészítették a Csévi barlang alaprajz térképét maguk szerkesztette teodolit segítségével. Az 1924-ben megjelent, Budapest Duna-jobbparti környéke című kiadványban meg van ismételve az 1920-ban publikált könyv Csévi barlangot bemutató része. Az 1927. évi Állattani Közleményekben meg van említve, hogy Bokor Elemér Oxychilus glaber Fér. nevű csigát a csévi barlang teljesen sötét részében talált. Az 1929. évi Turistaság és Alpinizmusban lévő közleményben az olvasható, hogy Kadić Ottokár 1929 júliusában, több napon keresztül ásatást végzett a Csévi barlang bejáratában Csév elöljáróságának támogatásával. Ekkor sok őskori emlőscsonttal együtt megtalálta az ősembernek egy lábtőcsontját. Ez a hetedik barlang, ahonnan az ősember csontvázmaradványai szerény alakban előkerültek. Az ásatást folytatni fogják, és ha a teljes barlang ki lesz tisztítva, akkor azt rendezik turista szempontból.
A Turisták Lapja 1929. évi évfolyamában publikálva lett, hogy a Pilis hegységnek az a része, amely Esztergomtól Pilisborosjenőig húzódik és leginkább mészkőből, illetve dolomitból áll, egyéb természeti kiválóságai mellett főleg barlangjairól nevezetes. Ebben az évben fordulat állt be abban az ügyben, hogy egyrészt az érdekelt települések elöljárói, de leginkább a Magyar Turista Egyesület felismerve az itt lévő barlangok jelentőségét, kezdték sürgetni azok szakszerű kutatását. Így kezdődött el tavasszal a Csévi-barlang ásatása és amikor a nyári idény beálltával a munka itt ellanyhult, Kadić Ottokár Klastrompusztára ment, hogy elkezdje az ott található barlangok kutatását.

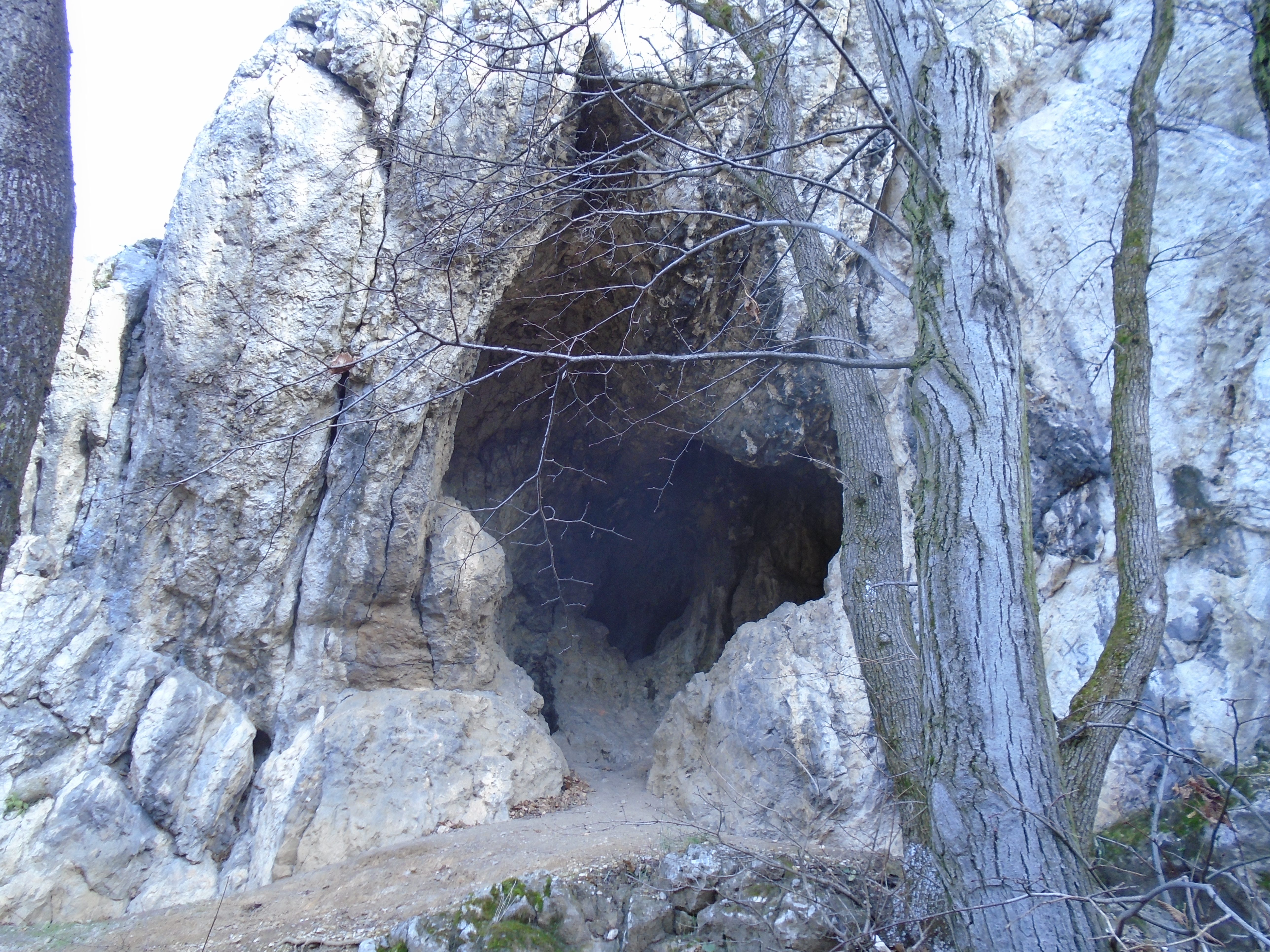
A Csévi-barlang bejárata

A Turisták Lapja 1930. márciusi számában szó van arról, hogy a Magyar Barlangkutató Társulat Pilisi Barlangok Bizottsága az alakuló ülésén meghatározta az 1930. évi munkatervet, amely szerint folytatja a Csévi-barlang feltárását, a hozzá vezető út megépítését, illetve javítását. Ezeket a munkálatokat Kadić Ottokár irányítja egyrészt a tudományos kutatás, másrészt a turisták részére történő könnyű hozzáférhetővététel céljával. Ezek érdekében összefogtak a barlangkutatók, a Magyar Turista Egyesület turistái és Piliscsév vezetősége. A nem eléggé ismert és valószínűleg érdekes leleteket rejtő barlang feltárásában a település anyagi támogatásán kívül Hacher Gyula főjegyző vezetésével a település ifjúsága is részt vesz, felismerve a barlang miatt emelkedő turistaforgalomnak a település javára remélhető hatását.
A Turisták Lapja 1930. októberi számában közölt ismertetés szerint barlangkutatók tervezték, hogy feltárják a Csévi-barlangot, de a meredek és bozótos hegyoldalon nagyon nehezen volt megközelíthető a barlang. Ezért Hacher Gyula, aki Csév főjegyzője és a Magyar Turista Egyesület tagja volt, a völgyben lévő forrástól a barlangig, a település költségén, 1930 nyarán 5 szerpentinkanyarral, lépcsőkkel és kényelmes pihenőkkel kényelmes turistautat épített. A Tátra-Asztal tagjai pedig Csév templomától, a forrás érintésével, az egész utat zöld jelzéssel megjelölték. Így a településről 1¼ óra alatt kényelmesen fel lehet jutni a barlanghoz, amelynek emeleti erkélyéről már most is gyönyörű, Ny-i irányú kilátás nyílik. Jó lenne, ha a Piliscsabáról Csévre haladó kék jelzésű úttól K-re eső, jelenleg tilos terület, valamint a Csévi-barlanghoz vezető úttól É-nak haladó tilos út felszabadulna, hogy ezáltal Piliscsabáról a Csévi-barlanghoz és innen a zöld-barna útra kerülő nélkül és végig erdei úton lehessen eljutni. A kiadványban látható egy rajz, amelyen a Klastrompuszta körüli úthálózat figyelhető meg. Az 1930. évi állapotot bemutató rajzon jelölve van a barlang helye.

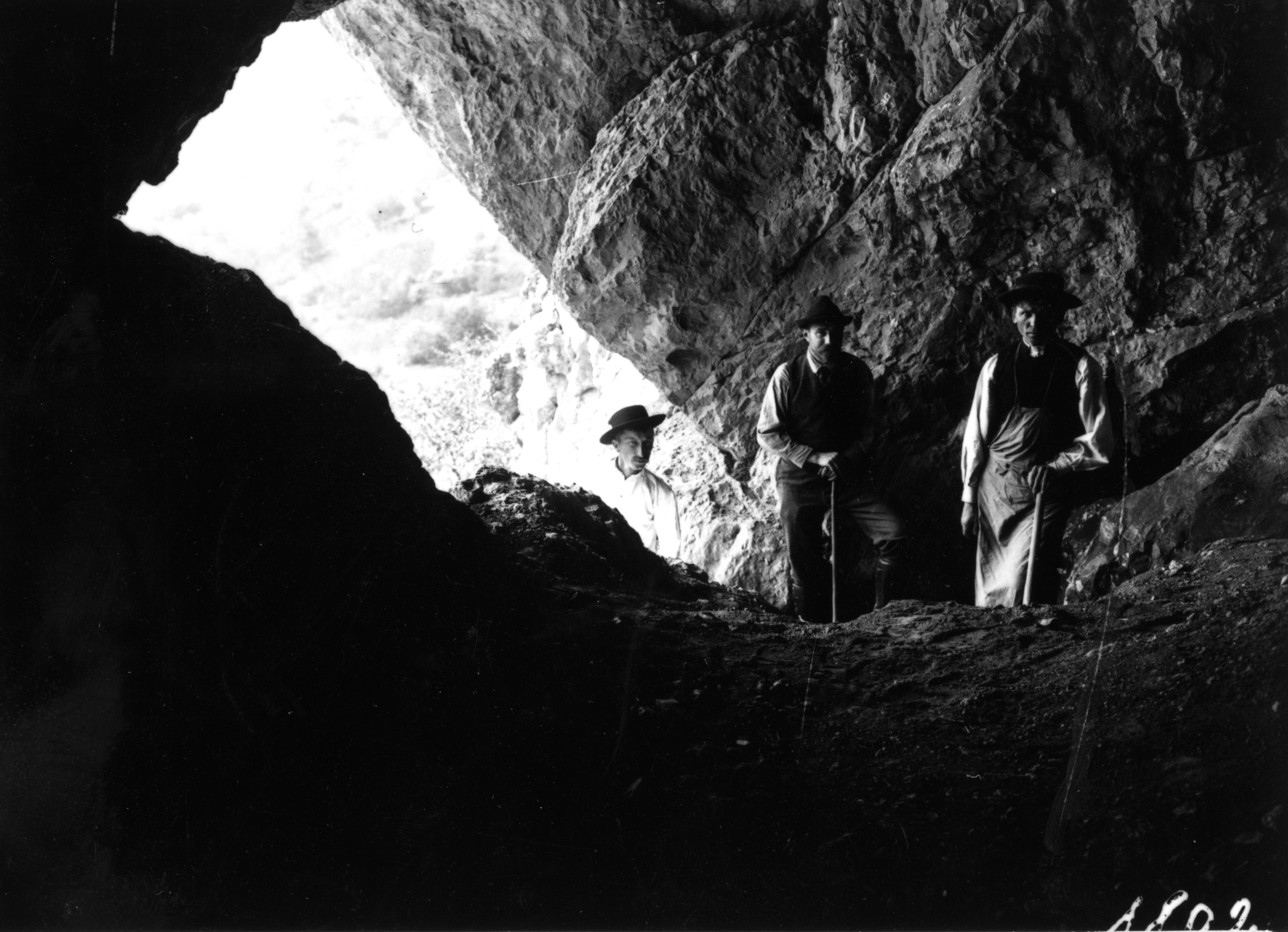
A Csévi-barlang belseje 1912-ben (Bekey Imre Gábor fényképe)

A Turisták Lapja 1931. szeptemberi száma szerint Vörös Tihamér a Magyar Turista Egyesület 1931. szeptember 1-jén tartott választmányi ülésén beszámolt a csévi barlang útjelzéséről. A Turisták Lapja 1931. évi évfolyamában napvilágot látott, Bekey Imre Gábor által írt tanulmányban szó van arról, hogy a Klotild-barlang kutatása után Kadić Ottokár és Bekey Imre Gábor felásatták a Csévi barlang hatalmas bejárata alatti területet, de az meddő volt. A hátsó nyílásnál lévő részt nem vizsgálták meg ásással, mert a próbaásatás eredménytelensége után feltételezték, hogy a barlang elülső és hátulsó nyílása már a diluviumban létezett, és akkor a hiányos öltözetű, a hidegtől amúgy is sokat szenvedő ősember ilyen szellős helyen nem tartózkodhatott. Ha a diluviumban még nem lett volna nyitott a barlang hátulsó kijárata, akkor a próbaásatás már a barlang csarnok alatti, elülső részén eredményes lett volna.
Az 1932-ben kiadott, Az Aggteleki cseppkőbarlang és környéke című könyvben, a Pilis hegység és a Visegrádi-hegység barlangjairól szóló részben az olvasható, hogy Csév község határában van a Csévi barlang, amely előcsarnokból és a tetőre kivezető, jól járható ágból áll. Az ismertetés egy irodalmi mű alapján lett írva. Az 1932. évi Barlangvilágban megjelent, Dudich Endre által írt tanulmány szerint a Csévi barlang a monotroph barlangok csoportján belül exotroph barlang. Az 1935. évi Erdészeti Lapokban közölve lett, hogy a Csévi barlang Csév település határában és sziklák között nyílik. Az esztergomi székesfőkáptalan üzemterv szerint kezelt erdejében található. Nagy előcsarnoka és hosszú folyosója van. Nem jártak jelentős eredménnyel a benne végzett ásatások.
Az 1937-ben megjelent, Szeghalmy Gyula által írt könyvben meg van említve, hogy a Pilis-csoport említésre méltó egyik barlangja a Csévi-barlang. Szeghalmy Gyuláéknak a Szopláki-ördöglyukban pihenve eszébe jutott, hogy nem a Szopláki-ördöglyuk az egyetlen barlang a környéken. Sőt, barlangok egész csoportja van errefelé (pl. a Csévi lyuk, a Macska-barlang, a Klotild-barlang és a Pilis hegy túlsó oldalán lévő Csévi-szirtekben keletkezett Leány-barlang és Legény-barlang). A Leány-barlangnál és a Legény-barlangnál lejjebb helyezkedik el a Csévi lyuk. A Turisták Lapja 1937. évi évfolyamában megjelent összefoglalás szerint a Csévi-barlang Piliscsévtől ÉK-re, a Basina-völgy feletti dachsteini mészkőszirtben helyezkedik el. A barlang tág és magas bejárata többet sejtet, de csak előcsarnokból és egy másik, felső nyíláshoz vezető járatból áll. 1912. évi próbaásatása eredménytelen volt. A barlanghoz az Eszperantó-forrástól Hacker csévi főjegyző szerpentinutat hozott létre.

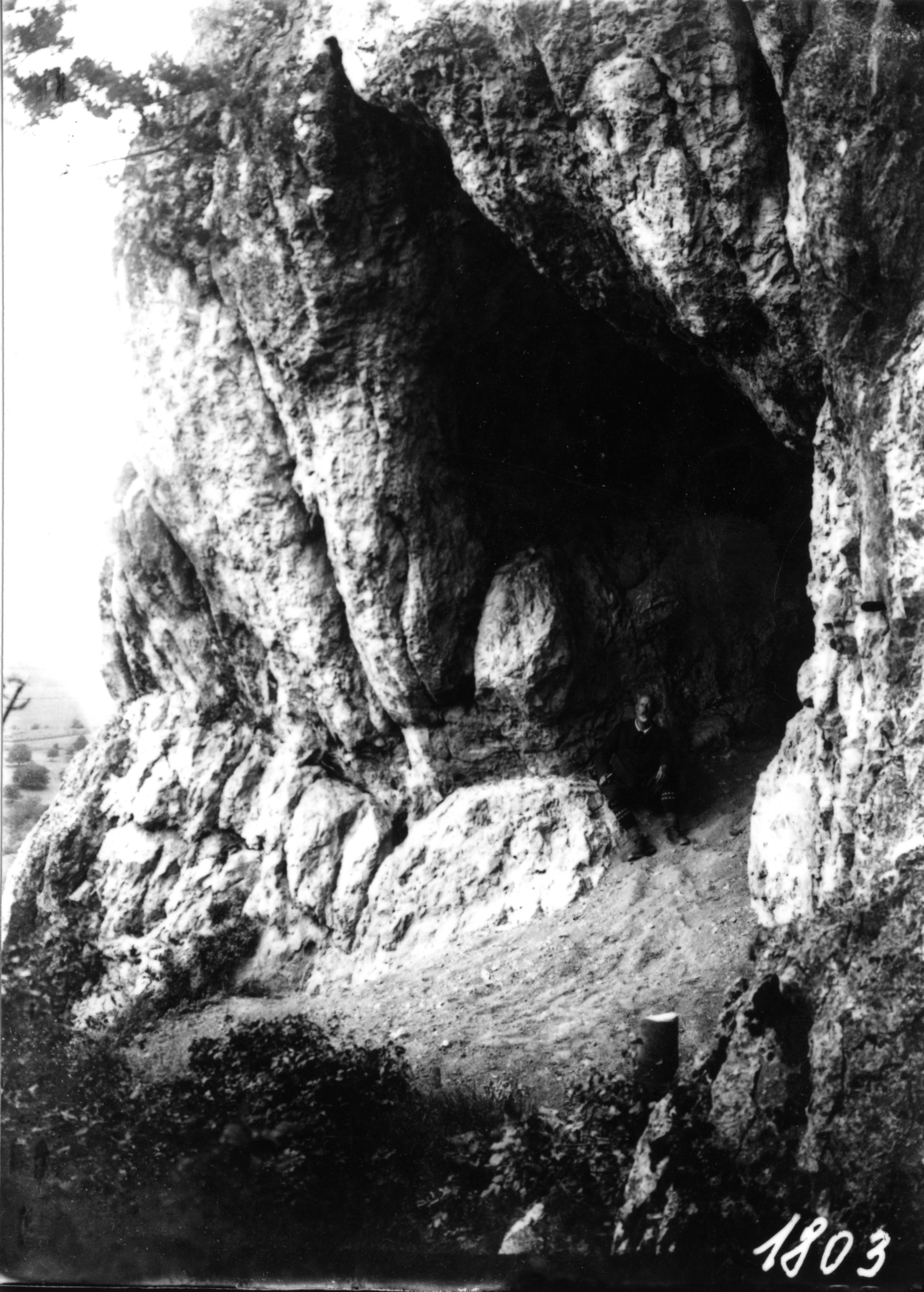
A Csévi-barlang bejárata Bekey Imre Gábor fényképén

Az 1941-ben kiadott Magyar turista lexikonban külön szócikke van a barlangnak. A kiadványban szó van arról, hogy a Pilis hegységben, Csévtől ÉK-re, a Basina-völgyben helyezkedik el a Csévi barlang. Előcsarnokból és a hegytetőre kivezető, tág ágból áll. 1912-ben végeztek a barlangban ásatásokat, amelyek eredménytelenek voltak. Az 1941. évi Barlangvilágban meg van említve, hogy 1940-ben, a Budapesti Egyetemi Turista Egyesület Barlangkutató Szakosztály tagjai népszerűsítő barlangtúrákon és tanulmányutakon megtekintették pl. a Csévi barlangot. Az 1942. évi Barlangvilágban lévő, Wagner János által írt összefoglalásban az van írva, hogy a Csévi-barlangban előfordul az Oxychilus glaber Stud. nevű csiga. A Magyar Állami Földtani Intézet 1943. évi jelentésében szó van arról, hogy az Öregerdő Ny-i sziklái alatti, csévi barlang környékén csak ritkán fordul elő kövület. Az Öregerdőhegy Ny-i oldalában, az Eszperantó-forrástól K-re helyezkedik el a Csévibarlang.
Az 1948. évi Hidrológiai Közlönyben szó van arról, hogy a Pilis hegytől D-re, a Csévi-völgy felett 100 m magasan elhelyezkedő Csévi barlang kétségtelenül forrásbarlang. Már jórészt elpusztult és beszakadozott, a még megmaradt részében azonban jól megfigyelhetők a félgömb alakú hatalmas oldásformák. Ezt a barlangot tehát hévizek is alakíthatták. Az erózióbázis szintjéből utólag kiemelkedett a barlang, amely a hegység platója alatt kb. 30 m-rel van csak mélyebben. A Klotild-barlangban az egykori vízkilépési nyomok nem annyira jellegzetesek, mint a Csévi barlang mellett lévő sziklafalakon.
Az 1948-ban kiadott, Szegő István által írt útikönyv szerint az Eszperantó-forrás felett lévő mélyútról látható a Csévi-barlang és a barlang messziről is észrevehető sziklái. A barlangot balról nagyon bozótos és nagyon meredek ösvényen lehet megkerülni, majd a barlang feletti kis platóra jutni. Érdemes leereszkedni az üreg tág, jól járható ágaiba és kapus csarnokába. A barlangtól meredek ösvényen lehet leereszkedni Csév felé. A Kadić Ottokár által írt, 1952-ben befejezett kéziratból megtudható, hogy a Csévi átjáró Piliscsév szélén, a településtől ÉK-re, a Basina-völgy feletti dachsteini mészkő szirtben jött létre. A tág elülső üregrész hátra- és felfelé keskeny járatba megy át, amely felső nyílással végződik. A barlang tehát egy átjáróbarlang. Az Eszperantó-forrástól egy kanyargó gyalogút vezet fel a barlanghoz. Nem volt eredményes az üreg elülső részében végzett próbaásatás. A kézirat barlangra vonatkozó része 8 publikáció alapján lett írva.
Az 1953. évi Földrajzi Értesítőben publikált dolgozatban az olvasható, hogy a Nagy-Kopasz hegysorának Ny-i részén vannak a Pilis csoportban a legmagasabban lévő hegytetők, pl. a Csévi barlang feletti szirt. A Csévi barlang Piliscsévtől kb. ÉK-re lévő, Ny-ra néző meredek dachsteini mészkő sziklafalban, 350 m abszolút és 100 m relatív magasságban nyílik. A barlang nagyon pusztul, jobb oldali ága, amely régen kürtő volt, már be is omlott, és itt ki lehet menni a hegytetőre. Kb. 25 m-rel van csak lejjebb, mint az üreget hordozó és K felé kissé megbillent lapos mészkőhorszt teteje. A barlang a dachsteini mészkő 7ʰ19ʰ csapású és 45° dőlésű rétegei mentén van kioldva. Nincs benne cseppkőképződés.

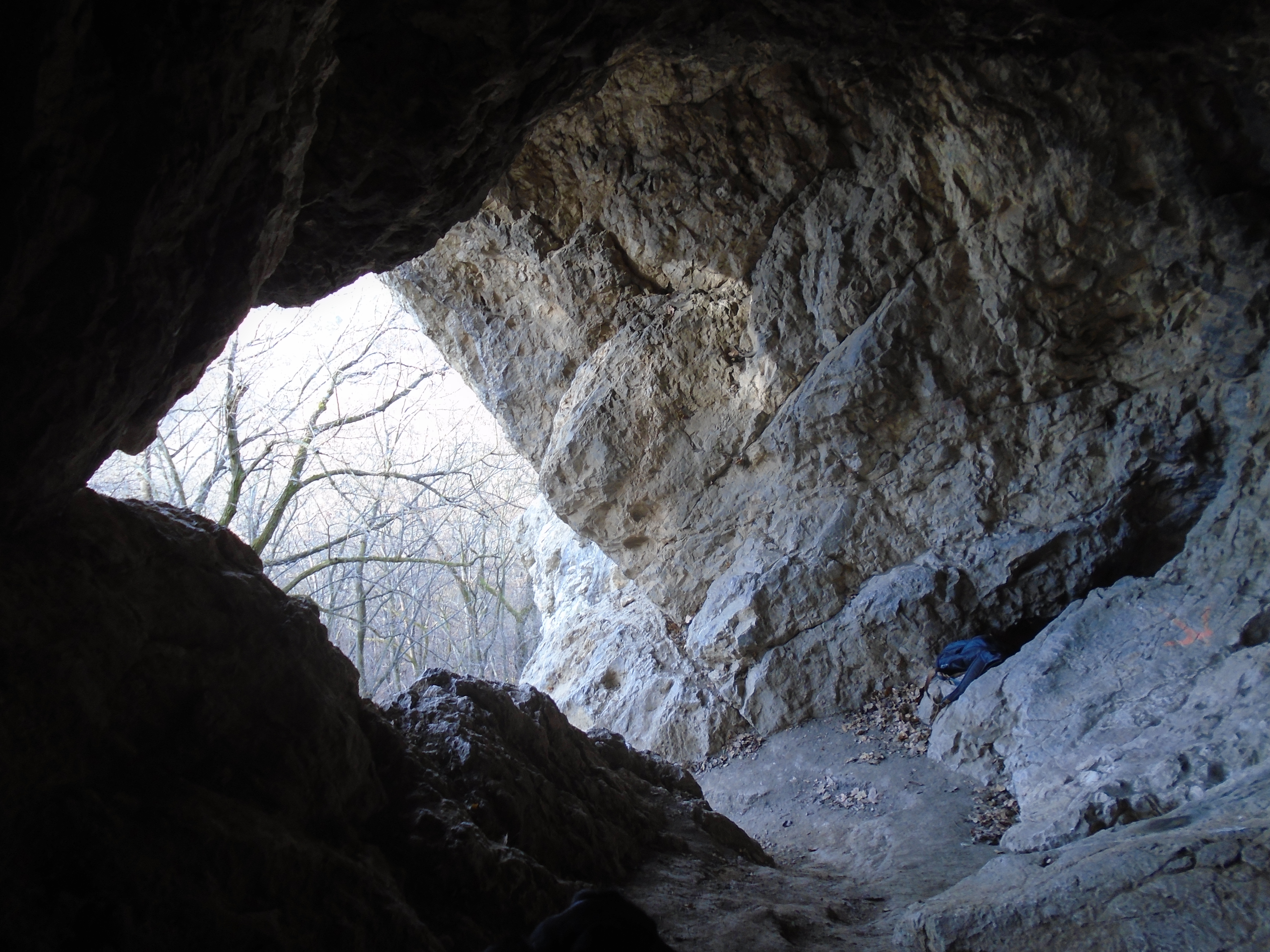
A Csévi-barlang bejárata belülről fényképezve

Tetőre nyíló kéményén kívül az üregek mennyezetén 1 m átmérőjű és félgömbalakú mélyedések is megfigyelhetők. A jelek alapján nagyon elpusztult hévforrásbarlang. A Csévi barlang sziklafalán, a barlangtól kissé É-ra még sok helyen előfordulnak régi hévforrásbarlangok nyomai. A Pilis csoport forrásbarlangjai és esetleges víznyelőbarlangjai nagyon magasan helyezkednek el. Némelyik a legközelebbi erózióbázis szintje felett 200 m-re van, pl. a Csévi barlang. Az egyes mészkőrögök (pl. a Csévi barlang szirtje) épsége és gyengén hajlott helyzete is a fiatal kiemelkedést bizonyítja. A pliocén végén volt aktív forrásbarlang a jelenleg már nagyon magasan lévő, inaktív és nagyon elpusztult, felnyílt Csévi barlang.
Az 1967-ben kiadott Pilis útikalauzban meg van említve, hogy az Eszperantó-forrástól D-re, a Basinai-völgy feletti mészkőszirt oldalában, Piliscsévtől ÉK-re 3 km-re található a barlang. Nyílása jól látszik messziről is. Tág torka nagyobb barlangot sejtet, de alig hosszabb 10 m-nél. A felső nyíláshoz vezető kéményből és tág csarnokból áll. A barlang kiemelt és pusztul. Régészeti ásatás volt nagy csarnokában, de eredményre nem vezetett. Az 1974-ben napvilágot látott, Pilis útikalauz című könyvben, a Pilis hegység és a Visegrádi-hegység barlangjainak jegyzékében (19–20. old.) meg van említve, hogy a Pilis hegység és a Visegrádi-hegység barlangjai között van a Csévi-barlang. A Pilis hegység barlangjait leíró rész szerint az Eszperantó-forrástól DK-re, a Basinai-völgy feletti mészkőszirt oldalában, kb. 50 m-rel a forrás felett van a Csévi-barlang bejárata, amely messziről is jól látszik. Tág bejárata nagyobb barlangot sejtet, de 10 m-nél csak kicsit hosszabb. Tág csarnok és a felső nyíláshoz vezető kémény alkotja. Pusztuló és kiemelt barlang. Csarnokában régészeti ásatás történt, amely eredménytelenül végződött.

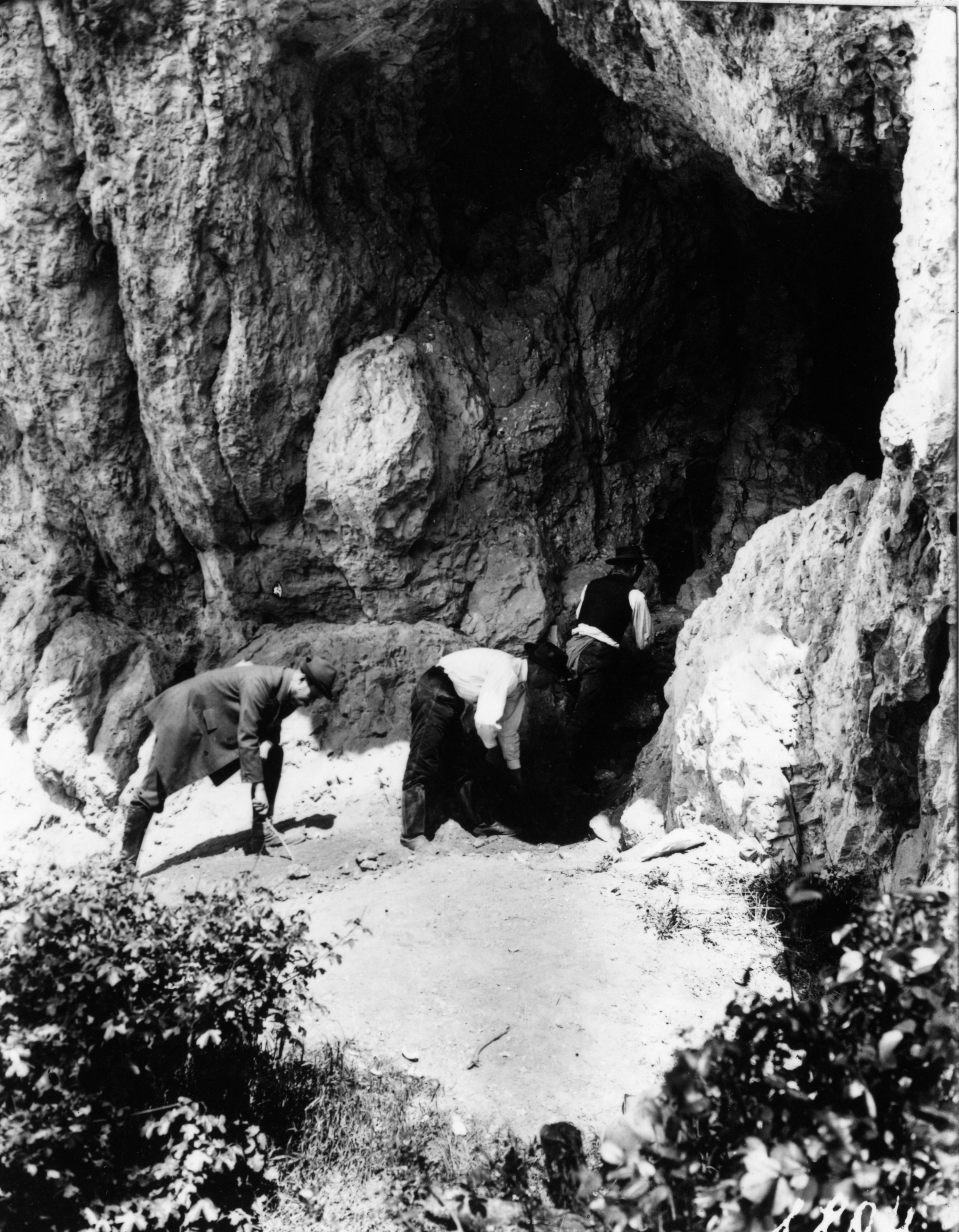
Ásatás a Csévi-barlangban 1912-ben

Az 1976-ban befejezett, Bertalan Károly által írt, Magyarország barlangleltára című kéziratban az olvasható, hogy a Pilis hegységben, a Pilis-vonulatban, Piliscséven lévő Csévi-barlang másik neve Csévi átjáró. A településtől ÉK-re 2 km-re, 320 m tszf. magasságban helyezkedik el. A Basina-völgy feletti szirtben lévő bejárata már messziről látható. A nagyon elpusztult forrásbarlang 24 m hosszú. A kézirat barlangra vonatkozó része 6 irodalmi mű alapján lett írva. A Bertalan Károly és Schőnviszky László által összeállított, 1976-ban megjelent Magyar barlangtani bibliográfia barlangnévmutatójában meg van említve a Pilis hegységben lévő barlang Csévi-barlang néven. A barlangnévmutatóban fel van sorolva 8 irodalmi mű, amelyek foglalkoznak a barlanggal.
Az 1979-ben napvilágot látott, Komárom megye régészeti topográfiája című könyvben szó van arról, hogy a Piliscséven található Csévi átjáró barlang (őskőkor?, 16/12. sz. lelőhely, barlang) csak a bizonytalan paleolitikus lelőhelyek közé sorolható, mert a Magyar Nemzeti Múzeumban őrzött jáspisszilánk, retusált pengetöredék és 5 db kiskevélyi fogpenge (MNM Pb 52/16, 62/96, 62/97.1–2.) származhat a gugger-hegyi sziklaodúból is az első tárgy kivételével. A kiadványban van egy Piliscsév térkép, amelyen megfigyelhető a Csévi-barlang földrajzi elhelyezkedése. A térképen 12-es számmal van jelölve a lelőhely. Az 1982. évi Karszt és Barlangban lévő és Kadić Ottokárról szóló visszaemlékezésbe bekerült a Csévi-barlang két fekete-fehér fényképe, amelyeket Bekey Imre Gábor készített. Az egyik fényképen a barlangban folytatott ásatás figyelhető meg. A fénykép bal oldalán Kadić Ottokár látható. Az ásatáson készült a másik fénykép is, amelynek bal oldalán megfigyelhető Kadić Ottokár.
Az 1984-ben kiadott, Magyarország barlangjai című könyv országos barlanglistájában szerepel a Pilis hegység barlangjai között a barlang Csévi-barlang néven Csévi-átjáró névváltozattal. A listához kapcsolódóan látható a Dunazug-hegység barlangjainak földrajzi elhelyezkedését bemutató 1:500 000-es méretarányú térképen a barlang földrajzi elhelyezkedése. A Kárpát József által 1991-ben írt összeállításban meg van említve, hogy a piliscsévi Csévi-barlang 40 m hosszú és 10 m mély. Az 1991-ben megjelent útikalauzban az van írva, hogy a Csévi-barlang messziről is jól látszó nyílása az Eszperantó-forrástól DK-re, a Basinai-völgy feletti mészkőszirt oldalában, a forrás felett kb. 50 m-re fekszik. Tág torka nagyobb barlangot sejtet, de 10 m-nél alig hosszabb. Tág csarnokból és egy kéményből áll, amely a felső nyíláshoz vezet. Pusztuló barlang. Ha valóban innen származnak a múzeumban őrzött régészeti leletek (ami nem teljesen biztos), akkor már a paleolitikum emberének is menedékhelye vagy tanyája volt ez a tág barlangcsarnok.
Az 1996. évi barlangnapi túrakalauzban ismertetve lett a Pilis útikalauzok alapján. A Magyar Állami Földtani Intézet Barlangkutató Csoport tagjai (Babay Rita, Emőd L., Földi Attila, Guthy Ágnes, Sásdi László) 1997. szeptember 21-én felmérték a barlangot. Sásdi László a felmérés felhasználásával megrajzolta a barlang alaprajz térképét és 6 keresztmetszet térképét. A térképek 1:100 méretarányban mutatják be a barlangot. A csoport 1997. évi jelentésében megtalálható a barlang túrakalauza és egy 1:40.000 méretarányú helyszínrajz, amelyen látszik a barlang földrajzi elhelyezkedése. A kéziratba bekerültek a barlang 1997-ben készült térképei.

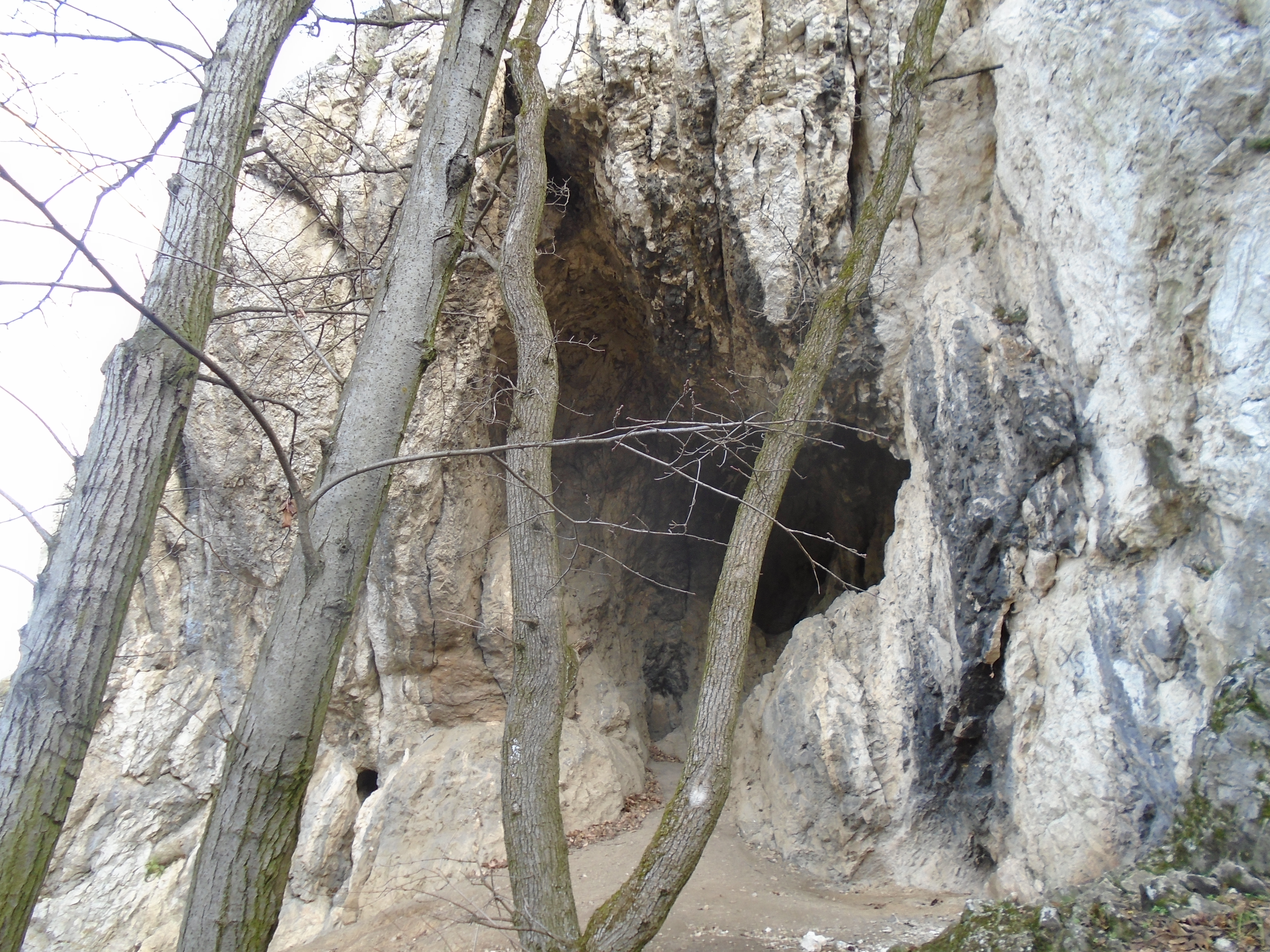
A Csévi-barlang bejárata

A T. Dobosi Viola által írt, 1997-ben kiadott tanulmány szerint Tasnádi Kubacska András és Kadić Ottokár ásott a barlangban. A Magyar Nemzeti Múzeumban három szilánk van beleltározva a barlangból, de kétséges a szilánkok pontos előkerülési helye. Vértes László még a barlang nevében is kételkedett. Ltsz: Pb 53/107-115, Pb 55/7. A tanulmányban van egy táblázat, amelyben az látszik, hogy a barlang Pilisszentléleken helyezkedik el. A barlangi lelőhelyről ásatással kerültek elő leletek, amelyek kora bizonytalan. Az őskőkori lelőhely helye jelölve van a publikációban lévő Komárom-Esztergom megye térképen.
Az 1997. évi Karszt és Barlangban napvilágot látott összeállításban szó van arról, hogy a MÁFI Barlangkutató Csoport 1997-ben elkészítette a barlang bejárási útmutatóját és feltérképezte a barlangot, amely a felmérés alapján 114 m hosszú. A 2005-ben megjelent, Magyar hegyisport és turista enciklopédia című könyvben szó van arról, hogy 1928-ban a Természetbarátok Turista Egyesülete Újpesti Csoportja a Pilis hegységben lévő Csévi-barlang közelében foglalt Eszperantó-forrás mellett, a tagjaik által bérelt telken egy kis faházat épített fel. A Duna–Ipoly Nemzeti Park Igazgatóság működési területén, a Pilis hegységben elhelyezkedő, 4840/188 kataszteri számú Csévi-barlang, 2006. február 28-tól, a környezetvédelmi és vízügyi miniszter 8/2006. KvVM utasítása szerint, megkülönböztetett védelmet igénylő barlang.
A Duna–Ipoly Nemzeti Park Igazgatóság működési területén lévő, 4840-188 kataszteri számú Csévi-barlang, 2012. február 25-től, a vidékfejlesztési miniszter 4/2012. (II. 24.) VM utasítása szerint, megkülönböztetetten védett barlang. A 2013-ban publikált, Varga Gábor által írt tanulmányban, a Komárom-Esztergom megyében lévő Piliscséven elhelyezkedő, 2486 lelőhely-azonosítójú és 4840-188 barlangkataszteri számú Csévi-barlang a feltételezett barlangi régészeti lelőhelyek közé van sorolva, azaz az olyan lelőhelyek közé, ahonnan leletek nem kerültek elő, vagy a leletek korhatározása nem történt meg.

## További irodalom
- Thirring Gusztáv szerk.: A Pilis-Visegrádi hegység részletes kalauza. Budapest, 1929.